# Syrisca longicaudata
Syrisca longicaudata is een spinnensoort in de taxonomische indeling van de spoorspinnen (Miturgidae).
Het dier behoort tot het geslacht Syrisca. De wetenschappelijke naam van de soort werd voor het eerst geldig gepubliceerd in 1929 door Roger de Lessert.